# Посольський приказ
Посольський приказ — приказ, центральна урядова установа в Москві в 1549—1720 роках, що відало зносинами з іноземними державами, викупом і обміном полоненими, управляла низкою територій на південному сході країни і деякими категоріями людей служивих.

## Історія
Утворений в 1549 у зв'язку з передачею «посольських справ» Івану Вісковатому. В кінці XVI століття в Посольському приказі під керівництвом «посольського думного дяка» і його «товариша» працювали 15—17 піддячих і декілька перекладачів.
У XVII столітті зростання міжнародного значення Московщини викликає істотне розширення функцій Посольського приказу і його штатів (у 1689 він включав вже 53 піддячих, 22 перекладачі і 17 товмачів). Структурно він поділявся за територіально-державною ознакою на повитья (повытья). Крім того, з 1621 дяки Посольського приказу спеціально для царів Михайла Федоровича і Олексії Михайловичі стали готувати рукописні «Вістові листи»— першу газету Московії. Джерелом інформації з-за кордону служили іноземні газети, новини усередині країни надходили з різних приказів.
На Посольський приказ було покладено загальне керівництво зовнішньою політикою країни і всю поточну дипломатію: відправка московських посольств за кордон, прийом і відправка іноземних посольств, підготовка текстів інструкцій («наказів») російським послам і листування з ними, підготовка угод, ведення переговорів, а з початку XVIII століття також призначення і контроль за діями постійних московських дипломатичних представників за кордоном. Посольський приказ відав іноземними купцями під час їх перебування в Росії і взагалі всіма наїжджими іноземцями, окрім військових. Крім того, він займався викупом і обміном москвинських полонених, управляв знов приєднуваними територіями (Сибір, Смоленська земля і ін.), відав донськими козаками і татарами служивих-поміщиками центральних повітів.
У другій половині XVII століття Посольському приказу підкорялися Малоросійський приказ, приказ Великого князівства Литовського, Смоленський приказ.
У Посольському приказі зберігалася державна печатка (що прикладалася до дипломатичних і внутрішньополітичних актів), а також державний архів, що включав найважливішу зовнішньополітичну і внутрішньополітичну документацію.
З 1667 на чолі Посольського приказу стояли вже не дяки, а бояри. У 1670-ті він іменувався «Державним приказом посольської печатки».
На початку XVIII століття в результаті реформ Петра I керівництво зовнішніми стосунками перейшло від Посольського приказу до Посольської канцелярії. У 1720 Посольський приказ був скасований і замінений Колегією закордонних справ.

## Голови
Посольський приказ очолювали російські дипломати — Іван Вісковатий, А. Я. і С Я. Щелкалови, А. І. Іванов, О. Л. Ордін-Нащокин, Артамон Матвєєв, В. В. Голіцин та інші.